# Duele el amor
«Duele al amor» es una canción interpretada por el cantautor mexicano Aleks Syntek a dúo con la cantautora española Ana Torroja. La canción fue lanzada por la empresa discográfica EMI Latin a finales de 2003 como el sencillo principal de su segundo álbum de estudio en solitario, Mundo Lite (2004). Fue escrita y producida por Aleks Syntek. Es una profunda exploración del dolor emocional y la fragilidad que una persona experimenta ante la pérdida de un ser querido. A través de metáforas y descripciones emotivas, se refleja la desesperanza, el sufrimiento y la lucha interna de los narradores por entender y sobrellevar la posible separación. Es el sencillo más exitoso de Aleks Syntek y Ana Torroja. Entró en varias listas de Estados Unidos y alcanzó el número diecinueve de la lista Bubbling Under Hot 100.

## Lista de canciones
1. «Duele el amor» - 4:35 (Aleks Syntek y Ana Torroja)

## Posicionamiento en listas
| País (Lista 2004)                                 | Posición más alta |
| ------------------------------------------------- | ----------------- |
| Colombia (National Report Colombia Top 100)       | 1                 |
| Estados Unidos (Billboard Bubbling Under Hot 100) | 19                |
| Estados Unidos (Billboard Hot Latin Songs)        | 2                 |
| Estados Unidos (Billboard Latin Airplay)          | 2                 |
| Estados Unidos (Billboard Latin Pop Airplay)      | 1                 |
| Estados Unidos (Billboard Tropical Airplay)       | 4                 |
| México (Los 40)                                   | 1                 |

| País (Lista 2004)                            | Posición más alta |
| -------------------------------------------- | ----------------- |
| Estados Unidos (Billboard Hot Latin Songs)   | 14                |
| Estados Unidos (Billboard Latin Pop Airplay) | 9                 |

| País   | Lista              | Mejor posición |
| ------ | ------------------ | -------------- |
| España | Los 40 principales | 1              |